# Tipula (Yamatotipula) conspicua
Tipula (Yamatotipula) conspicua is een tweevleugelige uit de familie langpootmuggen (Tipulidae). De soort komt voor in het Nearctisch gebied.